# وان اورمی (تگزاس)
وان اورمی، تگزاس(به انگلیسی: Von Ormy, Texas) شهری در ایالت تگزاس از ایالات جنوبی ایالات متحده آمریکا است.